# Tingomariacris luteiceps
Tingomariacris luteiceps är en insektsart som beskrevs av Frédéric Carbonell och Marius Descamps 1978. Tingomariacris luteiceps ingår i släktet Tingomariacris och familjen gräshoppor. Inga underarter finns listade i Catalogue of Life.